# Jan Hernych
Jan Mauda Hernych (ur. 7 lipca 1979 w Pradze) – czeski tenisista, reprezentant w Pucharze Davisa.

## Kariera tenisowa
Karierę tenisową Hernych rozpoczął w 1998 roku. W grze pojedynczej wielokrotnie wygrywał zawody z cyklu ATP Challenger Tour. W rozgrywkach kategorii ATP World Tour awansował, w czerwcu 2006 roku, do finału w ’s-Hertogenbosch, na nawierzchni trawiastej.
W grze podwójnej Czech zwyciężył w jednym turnieju rangi ATP World Tour, w Monachium z 2009 roku na kortach ziemnych, gdzie tworzył parę z Ivo Minářem.
W latach 2005, 2006 i 2009 Hernych startował w Pucharze Davisa, rozgrywając trzy pojedynki singlowe i jeden deblowy. Wszystkie mecze przegrał.
W rankingu gry pojedynczej Hernych najwyżej był na 59. miejscu (27 kwietnia 2009), a w klasyfikacji gry podwójnej na 70. pozycji (12 czerwca 2006).

### Finały w turniejach ATP World Tour
| Legenda                                      |
| -------------------------------------------- |
| Wielki Szlem                                 |
| Igrzyska olimpijskie                         |
| Tennis Masters Cup / ATP Finals              |
| ATP Masters Series / ATP Tour Masters 1000   |
| ATP International Series Gold / ATP Tour 500 |
| ATP International Series / ATP Tour 250      |

#### Gra pojedyncza (0–1)
| Końcowy wynik | Nr | Data            | Turniej          | Nawierzchnia | Przeciwnik  | Wynik finału  |
| ------------- | -- | --------------- | ---------------- | ------------ | ----------- | ------------- |
| Finalista     | 1. | 24 czerwca 2006 | ’s-Hertogenbosch | Trawiasta    | Mario Ančić | 0:6, 7:5, 5:7 |

#### Gra podwójna (1–0)
| Końcowy wynik | Nr | Data         | Turniej   | Nawierzchnia | Partner   | Przeciwnicy               | Wynik finału |
| ------------- | -- | ------------ | --------- | ------------ | --------- | ------------------------- | ------------ |
| Zwycięzca     | 1. | 10 maja 2009 | Monachium | Ceglana      | Ivo Minář | Ashley Fisher Jordan Kerr | 6:4, 6:4     |